# Jang I-čchen
Jang I-čchen (čínsky pchin-jinem Yáng Yìchén, znaky zjednodušené 杨易辰; 31. března 1914 – 28. června 1997) byl čínský komunistický politik, generální prokurátor Nejvyšší lidové prokuratury (1983–1988), předtím první tajemník chejlungťiangského provinčního výboru KS Číny (1977–1983) a předseda chejlungťiangského revolučního výboru (1977–1979). V letech 1977–1985 byl členem ústředního výboru KS Číny, v letech 1987–1992 byl členem ústřední poradní komise KS Číny.

## Život
Jang I-čchen se narodil 31. března 1914 v okrese Fa-kchu na severu provincie Liao-ning. Roku 1935 se účastnil studentského hnutí 12. září. Roku 1936 vstoupil do Komunistické strany Číny. Roku 1937 se připojil k pokrokovým studentům v Pekingu a roku 1938 odešel do Jen-anu studovat na Institutu marxismu-leninismu. Později působil jako komunistický funkcionář v provinciích Liao-si a Liao-pej. Po roce 1948 se stal místopředsedou liaopejské lidové vlády, předsedou vlády a tajemníkem provinčního výboru strany v Liao-si, od roku 1954 byl viceguvernérem a zástupcem tajemníka (od 1956 jedním z tajemníků) provinčního výboru KS Číny v provincii Chej-lung-ťiang. Roku 1964 byl zvolen poslancem Všečínského shromáždění lidových zástupců. Během kulturní revoluce byl odvolán z úřadů, perzekvován a několik let vězněn.
Roku 1973 byl propuštěn z vězení a vrátil se do funkce tajemníka chejlungťiangského provinčního výboru KS Číny a poté se stal i místopředsedou chejlungťiangského revolučního výboru. Na XI. sjezdu Komunistické strany Číny v srpnu 1977 byl zvolen členem ústředního výboru (znovuzvolen roku 1982, ve funkci do roku 1987). Od prosince 1977 převzal úřad prvního tajemníka chejlungťiangského provinčního výboru KS Číny (do července 1983), předsedy chejlungťiangského revolučního výboru (do prosince 1979) a předsedy chejlungťiangského provinčního výboru Čínského lidového politického poradního shromáždění (do prosince 1979). V únoru 1978 byl opět zvolen poslancem Všečínského shromáždění lidových zástupců (znovuzvolen roku 1983, poslancem do roku 1988).
V červnu 1983 ho Všečínské shromáždění lidových zástupců zvolilo generálním prokurátorem Nejvyšší lidové prokuratury. V úřadu strávil jedno funkční období, do března 1988. V září 1985 rezignoval na členství v ústředním výboru (v rámci širšího omlazení vedení strany). Na XIII. sjezdu Komunistické strany Číny v říjnu–listopadu 1987 byl namísto do ústředního výboru zvolen členem ústřední poradní komise KS Číny, v níž pracoval do XIV. sjezdu roku 1992.
Zemřel dne 28. června 1997 v Pekingu.